# الدوري القطري 1966–67
إحصائيات دوري نجوم قطر في موسم 1966-67.

## نظرة عامة
فاز العروبة بالبطولة.